# Мосул
Мосул (арап. الموصل) је други највећи град Ирака, после главног града Багдада. Налази се у северном делу државе, на обалама реке Тигра, око 400 km северно од Багдада и главни је град провинције Нинива. У овом граду је 1987. живело 664.221 становника, а процењује се да је 2023. године град имао чак 1.792.000 становника. Мосул је нарастао од старог града на западној страни реке, до данашњег града који обухвата подручја и на „левој обали“ (источни Мосул) и на „десној обали“ (западни Мосул). Источни Мосул обухвата рушевине древног асирског града Ниниве - некада највећег града на свету.
Мосул и околина имају етнички и верски разнолико становништво; већину становништва чине Арапи, док Асирци, Туркмени, Курди и друге мањине чине остатак становништва. Сунитски ислам је религија већине становништва, али постоји значајан број хришћана, као и присталица других секти ислама и мањинских религија.
Мосул се сматра једним од већих и историјски и културно значајнијих градова арапског света. Због своје стратешке локације Мосул је традиционално служио као средиште међународне трговине и путовања. Северномесопотамски дијалект арапског језика, познатији као Мослави, назван је по Мосулу и широко се говори у региону.
Историјски гледано, основни производи овог подручја укључују мосулски мермер и уље. Мосул је дом Универзитета у Мосулу и његовог познатог медицинског колеџа, једног од највећих образовних и истраживачких центара на Блиском истоку.

Заједно са равницама Ниниве, Мосул је један од историјских центара асирског народа.

## Етимологија
Име града први пут помиње Ксенофонт у свом експедиционом дневнику о Ахеменидској Асирији 401. пре нове ере, за време владавине персијског Ахеменидског царства . Он је тамо забележио мали асирски град „Мепсила“ на реци Тигар око места где се данас налази Мосул ( Анабасис). Можда би било сигурније идентификовати Ксенофонтову Мепсилу са локалитетом Иски Мосул, или „Стари Мосул“ 30км северно од модерног Мосула, где је шест векова након Ксенофонтовог извештаја, саграђен центар Сасанидског царства Буд-Ардашир. У сваком случају, "Мепсила" је несумњиво корен садашњег имена.
У модерном арапском облику и правопису, израз Мосул, или боље речено „Мавсил“, значи „тачка повезивања“. На источној страни Мосула налазе се рушевине древног града Ниниве, а Асирци још увек називају цео град Нинива (или Нинвех).
Мосул има надимке ал-Фаиха („рај“), ал-Кхадрах („зелени“) и ал-Хадбах („грбасти“). Понекад се назива „Бисер севера“ и „град од милион војника“.

## Клима
Мосул има топлу полусушну климу, која се граничи са медитеранском климом, са изузетно топлим, дугим, сувим летима, кратким и благим јесенима и пролећима и умерено влажним, релативно хладним зимама.
| Клима Мосул                                      | Клима Мосул  | Клима Мосул  | Клима Мосул  | Клима Мосул  | Клима Мосул  | Клима Мосул  | Клима Мосул  | Клима Мосул  | Клима Мосул  | Клима Мосул  | Клима Мосул  | Клима Мосул | Клима Мосул    |
| Показатељ \ Месец                                | .Јан.        | .Феб.        | .Мар.        | .Апр.        | .Мај.        | .Јун.        | .Јул.        | .Авг.        | .Сеп.        | .Окт.        | .Нов.        | .Дец.       | .Год.          |
| ------------------------------------------------ | ------------ | ------------ | ------------ | ------------ | ------------ | ------------ | ------------ | ------------ | ------------ | ------------ | ------------ | ----------- | -------------- |
| Апсолутни максимум, °C (°F)                      | 21,1 (70)    | 26,9 (80,4)  | 31,8 (89,2)  | 35,5 (95,9)  | 42,9 (109,2) | 44,1 (111,4) | 47,8 (118)   | 49,3 (120,7) | 46,1 (115)   | 42,2 (108)   | 32,5 (90,5)  | 25,0 (77)   | 49,3 (120,7)   |
| Максимум, °C (°F)                                | 12,4 (54,3)  | 14,8 (58,6)  | 19,3 (66,7)  | 25,2 (77,4)  | 32,7 (90,9)  | 39,2 (102,6) | 42,9 (109,2) | 42,6 (108,7) | 38,2 (100,8) | 30,6 (87,1)  | 21,1 (70)    | 14,1 (57,4) | 27,76 (81,98)  |
| Просек, °C (°F)                                  | 7,3 (45,1)   | 9,1 (48,4)   | 13,1 (55,6)  | 18,2 (64,8)  | 24,5 (76,1)  | 30,3 (86,5)  | 34,0 (93,2)  | 33,4 (92,1)  | 28,7 (83,7)  | 22,1 (71,8)  | 14,2 (57,6)  | 9,0 (48,2)  | 20,33 (68,59)  |
| Минимум, °C (°F)                                 | 2,2 (36)     | 3,4 (38,1)   | 6,8 (44,2)   | 11,2 (52,2)  | 16,2 (61,2)  | 21,3 (70,3)  | 25,0 (77)    | 24,2 (75,6)  | 19,1 (66,4)  | 13,5 (56,3)  | 7,2 (45)     | 3,8 (38,8)  | 12,83 (55,09)  |
| Апсолутни минимум, °C (°F)                       | −17,6 (0,3)  | −12,3 (9,9)  | −5,8 (21,6)  | −4,0 (24,8)  | 2,5 (36,5)   | 9,7 (49,5)   | 11,6 (52,9)  | 14,5 (58,1)  | 8,9 (48)     | −2,6 (27,3)  | −6,1 (21)    | −15,4 (4,3) | −17,6 (0,3)    |
| Количина падавина, mm (in)                       | 62,1 (2,445) | 62,7 (2,469) | 63,2 (2,488) | 44,1 (1,736) | 15,2 (0,598) | 1,1 (0,043)  | 0,2 (0,008)  | 0,0 (0)      | 0,3 (0,012)  | 11,8 (0,465) | 45,0 (1,772) | 57,9 (2,28) | 363,6 (14,316) |
| Дани са падавинама                               | 11           | 11           | 12           | 9            | 6            | 0            | 0            | 0            | 0            | 5            | 7            | 10          | 71             |
| Сунчани сати — месечни просек                    | 158          | 165          | 192          | 210          | 310          | 363          | 384          | 369          | 321          | 267          | 189          | 155         | 3.083          |
| Извор #1: World Meteorological Organisation (UN) |              |              |              |              |              |              |              |              |              |              |              |             |                |
| Извор #2: Weatherbase (extremes only)            |              |              |              |              |              |              |              |              |              |              |              |             |                |

## Историја

### Античко доба и рани средњи век
Подручје у коме лежи Мосул било је саставни део Асирског царства  још у 25. веку пре нове ере. Након Акадског царства (2335–2154 п.н.е.), које је ујединило све народе Месопотамије под једном влашћу, Мосул је поново постао део  Асирије од око 2050. пре Христа где остаје до пада Неоасирског царства између 612. и 599. пре Христа. Мосул је остао унутар геополитичке провинције Асирије још 13 векова (као део Ахеменидске Асирије, Селеукида, римске Асирије и сасанидског Асористана ) све до раних муслиманских освајања средином 7. века. Након муслиманских освајања, у региону је дошло до постепеног прилива арапских, курдских и турских народа, иако су аутохтони Асирци наставили да користе име Атхура за црквену покрајину.
Нинива је била један од најстаријих и најзначајнијих градова у античком периоду и насељена је већ 6000. године пре нове ере. Град се помиње у Старом асирском царству (2025–1750 пне), а за време владавине Шамши-Адада I (1809–1776 пре нове ере) био је наведен као центар обожавања богиње Иштар, а тако је остао и током Средњег Асирског царства . (1365–1056 пне). Током Неоасирског царства (911–605 пне), Нинива је порасла у величини и значају, посебно од владавине Тукулти-Нинурте II и Ашурнасирпала II (883–859 пне). Он је изабрао град Калху (библијски Калах, савремени Нимруд ) за своју престоницу уместо древне традиционалне престонице Ашура која се налази 150 км јужно од данашњег Мосула.
Након тога, узастопни асирски цареви-монарси, као што су Шалмансар III, Адад-нирари III, Тиглат-Пилесар III, Шалмансар V и Саргон II, наставили су да шире град. Око 700. године пре нове ере, краљ Сенахериб је направио нову Ниниву престоницом Асирије. Радило се на инфраструктури, а Нинива је по величини и значају засенила Вавилон, Калху и Ашур, чинећи га највећим градом на свету. Многи научници верују да су вавилонски висећи вртови били у Ниниви.
Хумка Кујуњик у Мосулу је место палате краља Сенахериба и његових наследника Асархадона, Асурбанипала (који су основали Асурбанипалову библиотеку ), Ашур-етил-иланија, Син-шуму-лишира и Синшаришкуна . Асирско царство је почело да пропада 626. пре нове ере у деценији бруталних унутрашњих грађанских ратова који су га значајно ослабили. Ратом опустошену Асирију напала је 616. пре Христа коалиција њених бивших поданика, пре свега Вавилонци  из јужне Месопотамије, заједно са Медијцима, Персијанцима, Халдејцима, Скитима, Кимеријцима и Сагартима . Нинива је пала након опсаде и борби од куће до куће 612. пре Христа током владавине Синшаришкуна, који је погинуо бранећи своју престоницу. Његов наследник, Ашур-убалит II, избегао је из Ниниве и формирао нову асирску престоницу у Харану.
Мосул (тада асирски град Мепсила, који су бивши становници основали на рушевинама своје бивше престонице) касније је наследио Ниниву као мостобран на Тигру на путу који је повезивао Асирију и Анадолију са кратковечним Медијанским царством и наследним Ахеменидским царством ( 546–332 пне), где је био део геополитичке провинције Атура (Асирија), када су регион, и Асирија уопште, доживели значајан економски препород.
Мосул је постао део Селеукидског царства након Александрових освајања 332. пре Христа. Иако се мало зна о граду из хеленистичког периода, Мосул је вероватно припадао селеукидској сатрапији Сирије, грчком термину за Асирију („Сирија“ је првобитно значила Асирија, а не модерна нација Сирије), коју је Партско царство освојило око 150. пре нове ере.
Успоном Сасанидског царства 225. године Мосул је постао део сасанидске провинције Асористан . Хришћанство је било присутно међу аутохтоним асирским народом у Мосулу још у 1. веку, иако је древна месопотамска религија остала јака до 4. века. Постао је епископско седиште Асирске цркве Истока у 6. веку.
Током периода калифа Омара (637. или 641. године)  Мосул је припојен Рашидунском калифату од стране Утба ибн Фаркада ал-Суламија током раних арапских муслиманских инвазија и освајања, након чега се Асирија распала као геополитички ентитет.

### Од 9. века до 1535. године
У касном 9. веку, турски династи Исхак ибн Кундај и његов син Мухамед преузели су контролу над Мосулом, али је 893. године Мосул поново дошао под директну контролу Абасидског калифата . Почетком 10. века Мосул је дошао под контролу домаће арапске династије Хамданида . Из Мосула су Хамданиде под Абдаллахом ибн Хамданом и његовим сином Насир ал-Давла проширили своју контролу над Горњом Месопотамијом на неколико деценија, прво као гувернери Абасида, а касније као де факто независни владари. Век касније истиснула их је династија Укајлида . Ибн Хавкал, који је посетио Мосул 968. године, описао га је као прелеп град насељен углавном Курдима .
Селџучко царство је освојило Мосул у 11. веку. После периода под полунезависним атабегом као што је Мавдуд, 1127. постао је центар моћи династије Зенгид . Саладин је неуспешно опседао град 1182. године, али је преузео контролу над њим тек 1186. године. У 13. веку су га заузели Монголи предвођени Хулагу каном, али је поштеђен уобичајеног уништења пошто је његов гувернер, Бадр ал-Дин Лу'лу, помогао кану у његовим наредним походима на Сирију.
Након пораза Монгола у битки код Ајн Џалута против Мамелука, Бадр ал-Динов син је стао на страну ових Мамелука што је довело до уништења града. Касније је поново добио на значају, али никада није повратио свој првобитни сјај. Мосулом су од тада владали монголски Илканат и Џаларидски султанат и избегао је Тамерланову деструктивност.
Године 1165. Бењамин од Туделе је прошао кроз Мосул; написао је да је у Мосулу пронашао малу јеврејску заједницу од око 7.000 људи, коју је водио рабин Закаи, вероватно повезану са Давидовом лозом. Године 1288–89, Егзиларх је био у Мосулу и потписао пратећи документ за Мајмонида . Почетком 16. века, Мосул је био под туркменском федерацијом Ак Коијунла , али га је 1508. године освојила Иранска династија Сафавида.

### Металопрерађивачка индустрија
У 13. веку у Мосулу је цветала производња луксузних месинганих предмета у које су били уметнути сребрни украси. ‍:283–6Многи од ових предмета постоје и данас; у ствари, од свих средњовековних исламских артефаката, мосулски месинг има највише епиграфских натписа. ‍:12
Међутим, једина референца на ову индустрију у савременим изворима је извештај Ибн Саида, андалузијског географа који је путовао кроз регион око 1250. ‍:283–4Написао је да „у граду има много заната, посебно украшених месинганих посуда које се извозе (и поклањају) владарима“. ‍:284То су били скупи предмети које су само најбогатији могли да приуште, а тек почетком 1200-их Мосул је имао потражњу за њиховом производњом у великим размерама. ‍:285Мосул је тада био богата, просперитетна престоница, прво за Зенгиде, а затим за Бадр ал-Дин Лу'лу'а. ‍:285
Порекло ове производње у Мосулу је непознато. ‍:52Град је имао индустрију гвожђа крајем 10. века, када је ал-Мукадаси забележио да је Мосул извозио гвожђе и робу од гвожђа попут канти, ножева и ланаца. ‍:52Међутим, пре почетка 13. века нису познати сачувани метални предмети из Мосула. Обрада метала са уметањем украса у исламском свету је први пут развијена у Хорсану у 12. веку од стране произвођача сребрнина који су се суочили са недостатком сребра. ‍:52–3До средине 12. века, Херат је посебно стекао репутацију због својих висококвалитетних уметнутих метала. ‍:53Пракса уметања "захтевала је релативно мало алата" и техника се проширила на запад, можда захваљујући хорасанским занатлијама који су се преселили у друге градове.
До краја 13. века, техника украшавања је стигла до Мосула. ‍:53Пар гравираних месинганих флабела пронађених у Египту и вероватно направљених у Мосулу датирани су на 1202. годину сиријским натписом, што би их чинило најранијим познатим мосулским месинганим производима са одређеним датумом. ‍:49–50Један сачувани предмет може бити чак и старији: украшени косац мајстора Ибрахима ибн Мавалије непознатог је датума, али је Рајс проценио да је направљен око 1200. ‍:53Производња украшених месинганих производа у Мосулу је можда почела пре почетка века. ‍:53–4
Мосулска металне производња се значајно проширује 1220-их – из ове деценије познато је неколико потписаних и датираних предмета, што према Џулијану Ребију „вероватно одражава пораст производње“. ‍:54 У наредне две деценије од отприлике 1220. до 1240. године, индустрија месинга у Мосулу је доживела „брзе иновације у техници, декорацији и композицији“. ‍:54Занатлије су били инспирисани минијатурним сликама произведеним у области Мосула. ‍:54
Чини се да је Мосул постао доминантан међу муслиманским центрима за израду метала почетком 13. века. ‍:53Докази су делимични и индиректни - постоји релативно мали број предмета који директно говоре где су направљени, а у осталим случајевима зависи од нишбаха . ‍:53Међутим, ал-Мавсли је далеко најчешћи нишбах; поред тога само још два друга су препозната: ал-Ис'ирди (односи се на некога из Сирта ) и ал-Багдади. ‍:53Међутим, постоје неки научни инструменти који су уметнути сребром и вероватно направљени у Сирији током овог периода, а најранији је 1222/3 (619. хиџретска година). ‍:53
Нестабилност након смрти Бадр ал-Дин Лу'луа 1259. године, а потом и монголска опсада и заузимање Мосула у јулу 1262. године, су највероватније изазвали пад у мосулској металопрерађивачкој индустрији. ‍:54 Релативно је мало познатих металних предмета из Јазире у касним 1200-им; у међувремену, обиље металних предмета из мамелучке Сирије и Египта је пронаћено из овог истог периода. ‍:54Међутим, то не значи нужно да је производња у Мосулу престала, и неки сачувани предмети из тог периода су направљени у Мосулу. ‍:54–5
Најранији поуздани докази да су занатлије Мавсили емигрирали на запад у Мамелучку Сирију и Египат датирају из 1250-их. ‍:23, 54Чини се да су постојећи радови Мавсила из ових региона резултат тога што је једна породица основала радионице у Дамаску, а затим у Каиру, а не реузлтат масовног покрета мосулских занатлија у те градове. ‍:37Из ова два града крајем 13. века познато је пет занатлија Мавсила, од којих су 3 или 4 чланови ове исте породице. ‍:37Први је Хусеин ибн Мухамед ал-Мавсили, који је произвео најраније познато дело украшено сребром из Дамаска касних 1250-их. ‍:39Његов, претпоставља се, син, Али ибн Хусеин ибн Мухамед ал-Мавсили, био је активан у Каиру неколико деценија касније. ‍:37–9Међутим, најранији познати месингани рад са сребром из Каира припада другом претпостављеном члану ове породице, Мухамеду ибн Хасану. ‍:37–9Његово једно познато дело, свећњак из 1269. године, има натпис који сугерише да је умро пре него што је завршен. ‍:39Међутим, „кључна фигура“ за рану мамелучку обраду метала у Каиру био је Али ибн Хусеин. ‍:39Његова дела из 1280-их показују утицај Мосула, као и другачији „рани мамелучки” стил. ‍:39Последњи члан био је Хусеин ибн Ахмад ибн Хусеин, унук Хусеина ибн Мухамеда, који је био живео и радио на прелазу из 14. века и направио "велико дело" за султана Расулида ал-Муајада Хизабра ал-Дина Давуда ибн Јусуфа . ‍:42–4Чини се да је ова породица иницирала „две најкарактеристичније мамелучке металне конструкције из 14. века: инспиративне свећњаке великих размера и велике вишеструке медаљоне са широким рубом који су на крају постали испуњени летећим паткама“. ‍:42
На другим местима, метални радови у Мосулу су на крају утицали на традицију уметања метала у Фарсу и другим деловима западног Ирана у 14. веку. ‍:55Илкханиди који су окупили занатлије у својој престоници Табризу ради централизоване краљевске производње можда су одиграли улогу у овом преносу. ‍:55
Данас се дефинитивно зна да су само два предмета произведена у Мосулу. ‍:23Први је месингани бокал, који је направио Шуја ибн Мана 1232. године, а други је кутија за оловке украшена сребром коју је направио Али ибн Јахја 1255/653. године (653. по Хиџри). ‍:12, 23Нису познати други радови ни једног ни другог занатлије. ‍:23 Ова два предмета чине део ширег наслеђа ис Мосула који се састоји од 35 познатих преживелих месинганих предмета које су израдили 27 различитих занатлије са нисбах ал-Мавсили. ‍:22  80% ових предмета датира из периода од 1220. до 1275. године, а преосталих 20% од 1275. до око 1325. ‍:23
Новија западна теорија назвала је ово тело металне конструкције која се приписује Мосулу „ Мосулска школа “, иако је валидност ове групе спорна. ‍:283„Неселективно“ приписивање сребром уметнутих месинга Мосулу, ‍:283 у ком предњачи Гастон Мигеон на крају 20. века, довела је до противљења овом термину. ‍:13 Каснији научници као што су Мак ван Берхем, Мехмет Ага-Оглу и Д.С. Рајс заузели су скептичније мишљење; ван Берхем је тврдио да се само шест познатих предмета може дефинитивно приписати Мосулу, а да су други вероватно направљени негде другде. ‍:13–5Соурен Меликиан је 1973. приметио да је Мосул био познат на западу читав век по металним радовима које није правио. ‍:11 Међутим, Џулијан Реби је бранио концепт школе у Мосулу, тврдећи да је град имао изразиту традицију обраде метала са сопственим техникама, стиловима и мотивима и осећајем заједништва. ‍:11–2 Он је упоредио металне радове у Мосулу са Кашановом грнчаријом и написао да су „мавсилски металци показали свестан осећај заједништва и традиције и, барем у раним годинама, поносно признање традиције“ као и да је градска метална конструкција стекла широку репутацију или „ бренд “. вредност“ која траје више од једног века. ‍:57
Ребијеви аргументи су такође били да су многи предмети имали један или два понављајућа симбола који „не служе никаквој практичној сврси“ и можда су били замишљени као „бренд“, „знак радионице“, „ емблем савеза“ или „можда као ознака мајсторски занат“. ‍:12, 31, 33, 56 Први симбол је осмоугао испуњен сложеним геометријским шарама, који се појављује на најмање 13 предмета током три деценије: од 1220-их до 1240-их. ‍:30–2Неколико најважнијих мосулских уметника из онога што Раби назива „другом генерацијом мосулске металне обраде“ користило је овај симбол: Ахмад ал-Даки, Ибн Јалдак, Шуја ибн Мана, Давуд ибн Салама и Јунус ибн Јусуф. ‍:32 Значајно је одсуство Ибрахим ибн Мавалија, припадника прве генерације. ‍:32 Осмоугао нестаје око 1250. године, а престају да га користе и радници за које се зна да су били изван Мосула. ‍:32
Још један симбол који се понавља је розета са 10 или 12 листова који се налазе на дну предмета - било на дну крчага или на дну осовине свећњака. ‍:33Ово иначе није видљиво, а можда зато што није служило практичној сврси, употреба је престала средином века. ‍:33Последњи пример ове розете је дно свећњака који је направио Давуд ибн Салама 1248/9. године (646. хиџретске). ‍:33
Раби је истакао да је Ибрахим ибн Мавалија „можда био главна фигура“ у индустрији месинга у Мосулу. ‍:33 Конкретна фраза "благословних натписа" на његовим предметима, који дарују срећу њиховим власницима, понавља се у неколико радова других мајстора из Мосула. ‍:33 Позната су два помоћника Ибрахима ибн Мавалије: његов тилмид (шегрт) Исма'ил ибн Вард и његов гхулам Касим ибн Али. ‍:24 Радионица Ахмада ал-Дакија је вероватно такође била „повезана са другима у Мосулу“. ‍:35
Металопрерађивачка индустрија у Мосулу је једини пример у муслиманском свету где су занатлије бележили своје односе између мајстора и шегрта ( тилмидх ) и најамника ( аџир ). ‍:56Ово је очигледно била тачка поноса за мосулске занатлије. ‍:56 Џулијан Реби је спекулисао да су два сложена, али непрактично сићушна Мосули објекта, мала 6х4 цм кутија коју је направио Исма'ил ибн Вард и канта висока 8 цм, направљена као "акредитовани рад" од стране шегрта или калфе металских радника као део теста за пријем у занатлијски еснаф. ‍:56–7
Према Рабију, метална конструкција у Мосулу је можда била део поклона које је Бадр ал-Дин Лу'лу дао другим владарима да их умири у оквиру своје реалполитичке дипломатије. ‍:29

### Oсмански период
Оно што је почело као нерегуларни напади 1517. године, завршено је 1538. године, када је османски султан Сулејман Величанствени додао Мосул свом царству тако што га је заузео од свог главног ривала, Сафавидске Персије .  Од тада је Мосулом управљао паша . Мосул је био славан по низу зидина, који се састоји од седам капија са великим кулама, реномиране болнице ( маристан ) и наткривене пијаце ( каисарија), као и због тканина и трговине.
Отоманско царство је 1555. године добило контролу над Месопотамијом Амасијским миром , али све до Зухабског споразума 1639. Османска контрола над Месопотамијом није била одлучујућа. Након Амасијског мира, Сафавиди су поново заузели већи део Месопотамије током владавине краља Абаса I  (р. 1588–1629). Међу новоименованим сафавидским гувернерима Месопотамије током тих година био је Касем Султан Афшар, који је постављен за гувернера Мосула 1622.   Пре 1638. Османлије су сматрале Мосул „и даље само тврђавом, важном због свог стратешког положаја као офанзивна платформа за османске походе на Ирак, али и одбрамбено упориште и стајалиште које чувају прилазе Анадолији и сиријској обали. После поновног освајања Багдада (1638), Мосул је постао независтан вилајет .“ ‍:202
Упркос томе што је био део Отоманског царства, током четири века отоманске владавине Мосул се сматрао „најнезависнијим округом“ на Блиском истоку, по римском моделу индиректне владавине преко локалних угледника. ‍:203–204„Мосулијска култура се мање развијала дуж османско-турске линије него дуж ирачко-арапске линије; а турски, службени језик државе, сигурно није био доминантан језик у покрајини. ‍:203
У складу са својим статусом политички стабилног трговачког пута између Средоземног мора и Персијског залива, Мосул се значајно развио током 17. и раног 18. века. Попут развоја династије Мамелука у Багдаду, током тог времена породица Џалили је препозната као неприкосновени господар Мосула“ и „помагала да се Мосул повеже са предотоманским, пре - туркманским, пре - монголским, арапским културним наслеђем. То је требало да стави град на пут да поврати део престижа и истакнутости који је уживао под златном владавином Бадр ал-Дин Лу'лу ." ‍:203
Заједно са породицама ал-Омари и Тасин ал-Муфти, Џалилије су формирале „урбано мало и средње племство и нову земљопоседничку елиту“, која је наставила да замењује контролу претходних сеоских племена. Такве породице оснивају се кроз приватна предузећа, учвршћујући свој утицај и имовину кроз ренте од земље и порезе на производњу.
Као и изабрани званичници, на друштвену архитектуру Мосула су у великој мери утицао ред доминиканаца који су стигли у Мосул 1750. године, а послао их је папа Бенедикт XIV (Мосул је имао велико хришћанско становништво, претежно староседеоце Асирце ). 1873. године пратиле су их доминиканске часне сестре, које су основале школе, амбуланте, штампарију, сиротиште и радионице за подучавање девојчица шивању и везењу. Конгрегација доминиканских сестара основана у 19. веку је још увек имала своју матичну кућу у Мосулу почетком 21. века. Преко 120 асирских ирачких сестара припадало је овој конгрегацији.
У 19. веку османска влада је почела да враћа централну контролу над својим околним провинцијама. Њихов циљ је био да „обнове османски закон и подмладе војску“ и да оживе „сигурну пореску основу за владу“. ‍:24–26Да би поново успоставио власт, 1834. султан је укинуо јавне изборе за гувернера и почео да „неутралише локалне породице као што су Џалили и њихова класа“ ‍:28–29 и директно именовање нових гувернера који нису Маслави. У складу са реинтеграцијом у оквиру владавине централне владе, Мосул је био у складу са новим османским реформским законодавством, укључујући стандардизацију царинских стопа, консолидацију унутрашњих пореза и интеграцију административног апарата са централном владом. ‍:26
Овај процес је започео 1834. именовањем Бајрактар Мехмет-паше, који је требало да влада Мосулом наредне четири године. Након његове владавине, отоманска влада (у жељи да обузда утицај још увек моћних локалних породица) је брзо узастопно именовала низ гувернера, који су владали „само на кратак период пре него што су били послани негде другде да управљају, што је учинило немогућим да било који од њих за постизање значајне локалне базе моћи“. ‍:29 Значај Мосула као трговачког центра опао је након отварања Суецког канала, који је омогућио да роба путује у Индију и из Индије морем, а не копном кроз Мосул.
Мосул је био главни град Мосулског вилајета, једног од три вилајета Османског Ирака, са кратким прекидом 1623. године, када је Персија заузела град.
Током Првог светског рата, Османско царство је стало на страну Немачке, Аустроугарске и Бугарске против Британске империје, Француске и Руске империје . У северној Месопотамији, северној Сирији и југоисточној Турској, Османско царство је подржало оружану подршку Курда, Туркмена, Черкеза и неких арапских група, док су Британце и Русе војно подржавали Асирци и Јермени (нарочито после јерменског геноцид и геноцида над Асирцима ), и неке арапске групе. Османлије су поражене, а у новембру 1918. Британци су заузели Мосул и цео Ирак.

### Ирак у периоду од 1918 до 1990
На крају Првог светског рата у октобру 1918, након примирја са Мудроса, британске снаге су окупирале Мосул. После рата, град и околина су постали део Ирака под британском окупацијом (1918–1920), а затим и део Мандата за Месопотамију (1920–1932). Овај мандат је оспоравала Турска, која је наставила да полаже право на Мосул на основу тога што је област била под османском контролом током потписивања примирја.
Лозанским миром из 1923. године спор око Мосула остављен је за будуће решавање Друштву народа . 1926. године ирачки посед Мосула потврђен је споразумом између Турске и Велике Британије уз посредовање Друштва народа . Бивши османски Мосулски вилајет постао је део покрајине Ниниве у Ираку, а је Мосул остао главни град провинције.
Мосул је поново оживео открићем нафте у тој области касних 1920-их. Мосул је постало веза за кретање нафте камионима и нафтоводима до Турске и Сирије. Рафинерија Кајара изграђена је на око сат времена вожње од града и коришћена је за прераду катрана за пројекте изградње путева. Оштећена је, али није уништена током Ирачко-иранско рата .
Отварање Универзитета у Мосулу 1967. године омогућило је школовање младих у граду и околини.
Након побуне у Ираку 1991. године, Мосул је био укључен у северну зону забрањеног лета коју су наметнуле и контролисале Сједињене Државе и Британија између 1991. и 2003.
Иако је то спречило Садамове снаге да поново покрену велике војне операције у региону, није спречило његов режим да спроводи стабилну политику „арабизације“ којом је постепено мењана демографија неких области Ниниве. Упркос овом програму, Мосул и његови околни градови и села остали су дом мешавине Арапа, Курда, Асираца, Јермена, Туркмена, Шабака, неколико Јевреја и изолованог становништва Језида, Мандејаца, Кавлија и Черкеза .
Садам је успео да уведе делове 5. армије унутар Мосула као и да стави међународни аеродром Мосул под војну контролу. Садам је такође регрутовао много војника из Мосула за свој војни официрски корпус. Разлог томе можда лежи у чињеници да је већина официра и генерала ирачке војске била из Мосула много пре Садамовог режима.

### Инвазија на Ирак (2003)
Када је планирана инвазија на Ирак 2003. године, Сједињене Америчке Државе су првобитно намеравале да базирају трупе у Турској и изврше напад на северни Ирак како би заузеле Мосул, али је турски парламент није одобрио операцију. У марту 2003. избио је рат у Ираку и америчка војна активност у тој области била је ограничена на стратешко бомбардовање са убацивањем специјалних снага . Мосул је пао 11. априла 2003, када је 5. корпус ирачке војске, лојалан Садаму, напустио град и предао се два дана након пада Багдада. Специјалне снаге америчке војске са курдским борцима брзо су преузеле цивилну контролу над градом.
22. јула 2003. године, синови Садама Хусеина, Удаи Хусеин и Кусаи Хуссеин, убијени су у пуцњави са коалиционим снагама у Мосулу након неуспелог покушаја њиховог хапшења. Мосул је био оперативна база 101. ваздушно-десантне дивизије америчке војске током окупационе фазе Операције Слобода Ирака . Током свог мандата, 101. ваздушно-десантна дивизија је била у могућности да опширно прегледа град и, уз савете 431. батаљона за цивилне послове, невладиних организација и становника Мосула, започне радове на реконструкцији града ангажовањем становника Мосула на пословима обезбеђења, локалне управе, водовода, канализације, обнове путева, мостова и питања животне средине.
24. јуна 2004. године, у координисаној серији напада у Мосулу погинуле су 62 особе, од којих су многи били полицајци.
21. децембра исте године, 14 америчких војника, четири америчка службеника Халибуртона и четири ирачка војника убијено је у самоубилачком нападу на трпезарију у предњој оперативној бази Марез поред главног америчког војног аеродрома у Мосулу. Пентагон је саопштио да су у нападу, који је извео бомбаш самоубица у прслуку са експлозивом и униформи ирачких служби безбедности, повређено још 72 припадника. Исламистичка група Армија Ансар ал-Сунна (делимично настала из Ансар ал-Ислама ) преузела је одговорност за напад у онлајн изјави.У децембру 2007. Ирак је поново отворио међународни аеродром у Мосулу . Лет Ирачке авиокомпаније превезао је 152 хаџија у Багдад, што је први комерцијални лет откако су америчке снаге прогласиле зону забрањених летова 1993. године, иако су даљи комерцијални летови остали забрањени. 23. јануара 2008. у експлозији у стамбеној згради погинуло је 36 људи. Следећег дана, бомбаш самоубица обучен у полицајца убио је шефа локалне полиције, бригадног генерала Салаха Мохамеда ал-Џубурија, директора полиције за провинцију Нинива, док је обилазио место експлозије.
У мају 2008. године, снаге ирачке војске које подржава САД, предвођене генерал-мајором Ријадом Џалалом Тауфиком, командантом војних операција у Мосулу, покренуле су војну офанзиву кампање Нинава у нади да ће донети стабилност и безбедност у граду. Представници Мосула у ирачком парламенту, интелектуалци града и друге заинтересоване хуманитарне групе сложили су се око хитне потребе за решењем неподношљивих услова у граду, али су и даље веровали да је решење политичко и административно. Они су такође поставили питање да ли би војна офанзива тако великих размера поштедела животе невиних људи.
Сви ови фактори лишили су град његових историјских, научних и интелектуалних темеља између 2003. и 2008. године, када су многи научници, професори, академици, лекари, здравствени радници, инжењери, адвокати, новинари, верско свештенство (муслиманско и хришћанско), историчари, итд. као и професионалци и уметници, били или убијени или приморани да напусте град под претњом да ће бити стрељани, баш као што се догађало негде другде у Ираку тих година.

### Егзодус Хришћана
2008. године многи Асирци (њих око 12.000) побегли су из града, након таласа убистава и претњи њиховој заједници. Убиство десетак Асираца, претње да ће други бити убијени ако не пређу на ислам, и уништавање њихових кућа изазвало је егзодус хришћанског становништва. Неки су побегли у Сирију и Турску; други су добили склониште у црквама и манастирима. Размењене су оптужбе између сунитских фундаменталиста и неких курдских група да стоје иза овог новог егзодуса. Неке тврдње су то повезивале са покрајинским изборима у јануару 2009. и повезаним захтевима асирских хришћана за ширу заступљеност у покрајинским саветима.
Мосул је нападнут 4. јуна 2014. и након шест дана борби, Исламска држава је 10. јуна преузела град током офанзиве на северни Ирак . До августа, нова градска управа ИСИЛ-а била је нефункционална, са честим прекидима струје, оштећеним водоснабдевањем, колапсом инфраструктуре и недостатком здравствене заштите.

### Влада Исламске Државе
Исламска држава је 10. јуна 2014. заузела Мосул, након што су се тамо стациониране ирачке трупе повукле. Недостатак војника и сукоби међу највишим официрима и ирачким политичким лидерима ишли су на руку
 ИСИЛ-у и подстакли панику која је довела до напуштања града. Пола милиона људи побегло је пешке или колима током наредна два дана. Према западној и про-ирачкој владиној штампи, становници Мосула су били де факто затвореници, којима је било забрањено да напусте град осим ако ИСИЛ-у не оставе значајан број чланова породице, личног богатства и имовине. Они су тада могли да оду након што плате значајну „таксу за одлазак“ за тродневну пропусницу (за већу накнаду могли су да предају свој дом, плате таксу и оду заувек) и ако се у року од три дана не врате њихова имовина би била заплењена, а породица убијена.
Али Гаидан, бивши командант ирачких копнених снага, оптужио је ал-Маликија да је издао наређење за повлачење из града. Убрзо након тога, Ал-Малики је позвао на национално ванредно стање 10. јуна. Упркос безбедносној кризи, ирачки парламент није дозволио Маликију да прогласи ванредно стање; многи посланици су бојкотовали седницу јер су се противили проширењу премијерових овлашћења, пошто су његову владавину и ирачки и западни аналитичари описали као секташку, а поред тога постојале су оптужбе за корупцију, са стотинама милијарди долара које су наводно нестале из владине касе.
Након више од две године ИСИЛ-ове окупације Мосула, ирачке снаге су, уз помоћ америчких и француских снага, 16. октобра 2016. покренуле заједничку офанзиву ослобођења града. Битка за Мосул сматрана је кључном у војној интервенцији против ИСИЛ-а . Војна офанзива за поновно заузимање града била је највеће распоређивање ирачких снага од инвазије америчких и коалиционих снага 2003. 9. јула 2017., премијер Хајдер Ал-Абади је стигао у Мосул да објавио ослобођење града након три године под контролом ИСИЛ-а. Следећег дана је дата формална изјава. Битка је настављена још неколико недеља у Старом граду пре него што су ирачке снаге повратиле пуну контролу над Мосулом 21. јула 2017. Према курдским обавештајним подацима, десетине хиљада цивила је убијено у бици, а већи део града је уништен ваздушним ударима Коалиције и ирачким гранатирањем.

## Становништво
Према Салахудину Бакхшу, арапски географ Ибн Хавкал био је у Мосулу 969. године нове ере. Он га је назвао „лепим градом са одличним пијацама, окружен плодним областима од којих је најславнији био онај круг Ниниве где је био пророк Јона. У десетом веку становништво су чинили Курди и Арапи, а Ибн Хавкал је пажљиво набројао бројне области око Мосула, које заузимају целу Дијар Рабију ."
У 20. веку, Мосул је био показатељ мешања етничких и верских култура Ирака. Данас Мосул има сунитску арапску већину у урбаним областима, као што је центар Мосула западно од Тигра ; преко Тигра и даље на север у приградским областима, настањене су хиљаде Асираца, Курда, Туркмена, Шабака, Језида, Јермена и Мандејаца. Шабаци су били концентрисани на источној периферији града.

## Религија
Мосул има претежно сунитско муслиманско становништво. Град је имао старо јеврејско становништво, али је већина напустила Мосул 1950–51. Већина ирачких Јевреја преселила се у Израел, а неки у Сједињене Државе. Године 2003, током рата у Ираку, рабин америчке војске пронашао је напуштену, оронулу синагогу у Мосулу из 13. века.
За време окупације ИСИЛ-а, верске мањине су биле мета ИСИЛа и примораване да пређу у ислам, да плате данак ( џизја ) новац, оду или буду убијени. Прогон хришћана у Мосулу и околним равницама Ниниве уклонио је хришћанску заједницу која је била присутна у региону од 1. века.

## Инфраструктура
Брана у Мосулу изграђена је 1980-их за снабдевање Мосула хидроелектричном енергијом и водом. Упркос томе, прекиди у снабдевању водом су и даље уобичајени.
Пет мостова је изграђено преко реке Тигар у Мосулу, познатих, од севера ка југу, као:
- Мост Ал Шохада (или "Трећи мост")
- Пети мост
- Стари мост (или „Гвоздени мост“, или „Први мост“)
- Мост Ал Хурија („мост слободе“, познат и као „други мост“): налази се око 1 км северно од 4. моста и 0,8 км јужно од 1. моста. Мост ал-Хурија повезује насеља Баб ат-Тав на западној обали и ал-Фајсалија на источној обали.[64] Изградиле су га немачке, француске и холандске компаније између 1955-58.[64] Изграђен је од челика са бетонским ослонцима и дугачак је 340 м.[64] Преко моста иде двосмерна улица са једном траком у сваком смеру, а са обе стране је и тротоар.[64] Пре рушења моста 2016. године, процењује се да је преко моста дневно прелазило 10.495 возила, што је укупно око 3,8 милиона возила годишње.[64]  У октобру 2016. амерички ваздушни напад уништио је први распон моста (почевши са леве стране) заједно са прилазом са леве обале.[64] Касније су бомбардовања Исламске државе уништила још три распона (4., 5. и 6.) и оштетила последња два (2. и 3. распона).[64] Након тога, снаге ирачке војске поставиле су привремени понтонски мост 0,2 км северно од моста ал-Хурија како би се обезбедила алтернативна рута за путнике.[64] ‍:18
- Четврти мост

Током битке за Мосул  између ИСИЛ- а и ирачке војске уз подршку међународне коалиције, два моста су 'оштећена' у коалиционим ваздушним нападима у октобру 2016., друга два у новембру, а Стари мост је 'онеспособљен' почетком децембар. Како преноси Би-Би-Си, крајем децембра мостови су били циљани да поремете снабдевање снага ИСИЛ-а у источном Мосулу из западног Мосула. У јануару 2017, ЦНН је известио да је ИСИЛ 'разрушио' све мостове како би успорио напредовање ирачких копнених трупа, цитирајући ирачког команданта генерал-пуковника Абдула Амира Рашида Јаралаха.
Током последњих фаза битке за Мосул, Лиса Гранде је изјавила да би, према почетној процени, поправка основне инфраструктуре коштала преко милијарду долара . Она је навела да док се стабилизација у источном Мосулу може постићи за два месеца, у неким окрузима Мосула могу бити потребне године, при чему је шест од 44 округа скоро потпуно уништено. Сваки округ Мосула је био оштећен. Према Уједињеним нацијама, 15 од 54 стамбена округа у западној половини Мосула је тешко оштећено, док су најмање 23 умерено оштећена.
Мосулски аеродром је и даље ван функције.

## Географија
Мосул се налази на 223 метра надморске висине у региону Горње Месопотамије на Блиском истоку. Југозападно од Мосула је Сиријска пустиња, а на истоку планине Загрос.

## Историјски и верски објекти
Мосул је богат историјским местима и древним грађевинама: џамијама, замковима, црквама, манастирима и школама, од којих многе имају архитектонске карактеристике и декоративне радове од значаја. У центру града доминира лавиринт улица и кућа из 19. века. Базар (сук, пијаца) је позната по гужви и људима различитих вера који се ту гурају: Арапи, Курди, Асирци, ирачки Јевреји, курдски Јевреји, ирачки Туркмени, Јермени, Језиди, Мандејци, Роми и Шабаци.
Музеј у Мосулу садржи многе налазе са древних места старих асирских престоница Ниниве и Нимруда . Постављен је око дворишта и са фасадом од мосулског мермера која садржи приказе живота у Мосулу приказане у облику табеле. 26. фебруара 2015. милитанти ИСИЛ- а уништили су древне асирске артефакте музеја. Лејла Салих, кустос музеја у Мосулу, почела је 2017. године да документује уништене споменике у Ниниви.
Енглеска списатељица Агата Кристи живела је у Мосулу, док је њен други супруг Макс Малован, археолог, учествовао у ископавањима у Нимруду .

### Џамије и светиње
- Џамија Омајад: Прва џамија у граду, коју је 640. године саградио Утба бин Фаркад Ал-Салами након што је освојио Мосул у владавини халифе Омара ибн Ел-Катаба. Једини оригинални део који је сачуван у новије време био је изузетно сложен минарет од цигле висок 52 м који се нагиње попут Кривог Торња у Пизи, назван Ал-Хадба (Грбави). У великој мери је уништен током битке за Мосул.
- Велика (Ал Нури) џамија : Саградио је Нур ад Дин Занги 1172. године нове ере поред Омајадске џамије. Ибн Батута је тамо пронашао мермерну фонтану и михраб (ниша која указује на правац Меке ) са куфским натписом. Уништен је током битке за Мосул.
- Муџахиди џамија: Џамија датира из 12. века и одликује се куполом и детаљно кованим михрабом .
- Џамија и светилиште пророка Јоне: Налази се источно од града и укључује гробницу пророка Јоне, која датира из 8. века пре нове ере, са зубом кита који га је прогутао и касније пустио. Џамија и светилиште је срушила ИС у јулу 2014.[69]
- Џамија и светилиште пророка Јирјиса: џамија и светилиште из касног 14. века у част пророка Јирјиса (Ђорђа) саграђена је изнад гробља Курејш. Џамија и светилиште је срушила ИС у јулу 2014.[70]
- Светиште пророка Данила: Гробница пророка Данила је срушила ИС у јулу 2014[71][72]
- Џамија Хамо Кадо (Хема Кадо): Џамија из отоманског доба у централној области Мајдан саграђена 1881. године и званично названа Џамија Абдуле Ибн Чалабија Ибн Абдул-Кадија.[73] Уништила ју је ИС у марту 2015. јер се у њој налазила гробница коју су локални муслимани поштовали и посећивали четвртком и петком.[74]

### Цркве и манастири
У Мосулу је живео највећи проценат асирских хришћана у поређењу са свим ирачким градовима ван курдског региона и у њему се налази неколико занимљивих старих цркви, од којих неке првобитно датирају из раних векова хришћанства. Мосулске древне асирске цркве су често скривене и њихове улазе у дебелим зидовима није лако пронаћи. Неке од њих су рестауриране.
- Шамун Ал-Сафа (Свети Петар, Мар Петрос): Манастир датира из 13. века и назван је по Шамуну Ал-Сафи или Светом Петру (Мар Петрос на асирском арамејском). Раније је Манастир носио име два апостола, Петра и Павла, а у манастиру су живеле монахиње Пресветог Срца.

- Црква Светог Томе (Мар Тоума на асирском арамејском): Једна од најстаријих историјских цркава, названа по светом апостолу Томи који је проповедао Јеванђеље на истоку, укључујући Индију. Не зна се тачно време њеног оснивања, али то је било пре 770. године нове ере, пошто се помиње да је Ал-Махди, абасидски калиф, слушао притужбу на ову цркву на свом путовању у Мосул.
- Црква Мар Петион: Мар Петион, кога је образовао његов рођак у манастиру, је страдао 446. године нове ере. То је прва халдејска католичка црква у Мосулу, након уједињења многих Асираца са Римом у 17. веку. Датира из 10. века и лежи 3 м испод нивоа улице. Ова црква је страдала и више пута је обнављана. На једном од њена три дела подигнут је зид 1942. године. Као резултат рестаурације, већина уметничких карактеристика цркве је озбиљно оштећена.
- Древна црква Тахира (Безгрешна): Близу Баш Тапије, која се сматра једном од најстаријих цркви у Мосулу. Не постоје сачувани докази који би указали на тачну локацију ове цркве. То би могли бити или остаци цркве Горњег манастира или порушена црква Мар Зена. Црква Ал-Тахира датира из 7. века
- Црква Ал-Тахера : Сиријска католичка црква је завршена 1862.
- Црква Мар Худени: Име је добила по Мар Ахудмеу Мапхриану из Тикрита који је убијен 575. године. Мар Худени је стара црква Тикритана у Мосулу. Датира из 10. века, налази се 7 м испод нивоа улице и први пут је реконструисана 1970. године. Људи могу добити минералну воду из бунара у дворишту ове цркве. Верује се да ланац, причвршћен у зид, лечи епилептичаре.
- Манастир Светог Ђорђа (Мар Гургуис): Је једна од најстаријих цркава у Мосулу, названа по Светом Ђорђу, која се налази северно од Мосула, вероватно је подигнута крајем 17. века. Ходочасници из разних крајева севера посећују цркву сваке године у пролеће. Налази се око 6 м испод нивоа улице. Савремена црква је подигнута преко старе 1931. године, и на тај начин је у многоме уништена археолошка вредност ове цркве. Једини преостали споменици су мермерни довратник украшен уклесаним натписом Естрангело (сиријски) и две нише које датирају из 13. или 14. века.Манастир Мар Матаи Сиријске православне цркве
- Мар Матаи : Овај манастир се налази око 20км источно од Мосула на врху високе планине (планина Маклуб). Саградио га је Мар Матаи, монах који је побегао са још неколико монаха 362. године из манастира Зукнин у близини града Амид ( Дијарбакир ) у јужном делу Мале Азије (савремена Турска) и северу Ирака током владавине цара Јулијана (361–363 н.е.). Има драгоцену библиотеку која садржи сиријачке списе.
- Манастир Мар Бенам : Такође се зове Деир Ал-Јуб (Манастир цистерне) и изграђен је у 12. или 13. веку, лежи у равници Ниниве близу Нимруда око 32км југозападно од Мосула. Манастир, велика грађевина налик на тврђаву, уздиже се поред гроба Мар Бенама, принца којег су убили Сасаниди, током 4. века нове ере. Легенда га је учинила сином асирског краља.
- Манастир Светог Илије (Даир Мар Елиа): Датира из 6. века, био је најстарији хришћански манастир у Ираку, све до његовог уништења од стране ИД у јануару 2016.[75][76]

Остале хришћанске историјске грађевине:
- Римокатоличка црква (саградили су је оци доминиканци у улици Нинива 1893. године)
- Манастир Св. Михаило
- Манастир Св. Илија
- Манастир Рабан Хормизд, у близини асирског града Алкош

## Уметност

### Сликарство
Мосулска сликарска школа односи се на стил минијатурног сликарства који се развио у северном Ираку крајем 12. и почетком 13. века под патронатом династије Зенгиди (1127–1222). У техници и стилу мосулска школа је слична сликарству Турака Селџука, који су у то време контролисали Ирак, али су мосулски уметници имали оштрији осећај за реализам заснован на теми и степену детаља на слици, а не на представљању. у три димензије. Већина мосулске иконографије била је селџучка — на пример, употреба фигура које седе прекрштених ногу у фронталном положају. Међутим, одређени симболички елементи, као што су полумесец и змије, изведени су из класичног месопотамског репертоара.
Већина слика у Мосулу су биле рукописне илустрације — углавном научна дела, књиге о животињама и лирска поезија. Илустрација на почетку књиге, која се сада чува у Националној библиотеци Француске  у Паризу, датира из копије Галеновог медицинског трактата са краја 12. века, Китаб ал-дириак („Књига противотрова“), добар је пример ранијих радова Мосул школа. Приказује четири фигуре које окружују централну, седећу фигуру која држи ореол у облику полумесеца. Слика је у различитим нијансама; црвене, плаве, зелене и златне. Куфик слова су плава. Укупан ефекат се најбоље описује као величанствен.
Још једна илустрација са почетка књиге из средине 13. века који се чува у Националној библиотеци Аустрије у Бечу указује на квалитет каснијег сликарства у Мосулу. Има реализма у њеном приказу припреме владарског оброка и коњаника који се баве разним активностима, а слика је подједнако нијансирана као и слика ране мосулске школе, али је мање духовита. Композиција је разрађенија, али мање успешна. У то време је почела да доминира Багдадска школа, која је комбиновала стилове сиријских и раних мосулских школа. Са инвазијом Монгола средином 13. века мосулска школа је престала, али су њена достигнућа имала утицај и на мамелучке и монголске школе минијатурног сликарства.

### Образовање
У Мосулу постоји неколико универзитета и колеџа. То укључује и Универзитет у Мосулу, који је највећи универзитет у Мосулу, Универзитет Нинева, Универзитетски колеџ Ал-Хадба и Северни технички универзитет.
Мосул има више средњих школа од којих су неке са заједничким образовањем, док су друге родно подељене. Ово укључује, али није ограничено на:
- Ал-Хафа школа[78]
- Средња школа за девојчице Ал-Хај[79]
- Средња школа за девојке Куртоба
- Средња школа Ал-Мохобен за дечаке и девојчице
- Средња школа за дечаке Ал-Мустакбал
- Средња школа за девојчице Ал-Мутамаизат
- Средња школа Ал-Мутамаизин за дечаке
- Средња школа за дечаке Ал-Ресала Ал-Исламија (Ал-Ресалах).
- Средња школа за дечаке Ал-Шаркија

### Спорт
Град има један фудбалски тим који се такмичи у врху ирачког фудбала – ФК Мосул .
Универзитетски стадион у Мосулу је домаћи стадион ФК Мосул и може да прими до 20.000 људи.
На Универзитет у Мосулу је и Колеџ за физичко васпитање и спортске науке који подучава студенте основних и постдипломских студија и врши истраживања у три научна одељења.

### Значајни људи из Мосула
- Абдулахад АбдулНоур, лекар и хуманитарац
- Табит АбдулНоур, ирачки политичар, владин администратор и дипломата[81]
- Заха Хадид, позната архитекта и прва жена која је освојила Прицкерову награду. Краљица Елизабета ју је именовала "дама".
- Ал Џалили, Хусеин-паша, повео војску да брани Мосул од персијског шаха Надир Шаха, 1743.
- Ал Џалили, Исмаел, очни лекар који је открио и истражио Јалилијев синдром .
- Абу Ал Суф, Бехнам, археолог, антрополог, историчар и писац хришћанског порекла.
- Тарик Азиз, потпредседник асирске владе 1979–2003
- Мунир Башир, асирски музичар који је имао неколико успеха на Блиском истоку током 20. века
- Асенат Барзани, први рабин
- Виан Дакли , језидски члан ирачког парламента .
- Хавар Мула Мохамед, курдски фудбалер ирачког националног тима
- Паулос Фараж Рахо, асирски халдејски католички надбискуп Мосула, убијен 2008.
- Хормузд Расам, асирски археолог и дипломата 19. века
- Кадим Ал Сахер, ирачки певач, текстописац и музичар
- Аднан Кочер, ирачки научник